# Laurent Pillon
Laurent Pillon (Creil, 31 maart 1964) is een Frans voormalig wielrenner, die beroeps was tussen 1990 en 2000.

## Belangrijkste overwinningen
1987
- Circuit des Ardennes

1990
- 2e etappe deel a Ronde van de Oise; +Etienne De Wilde

1993
- 4e etappe Ronde van Frankrijk (TTT) met GB–MG Maglificio (met Franco Ballerini, Carlo Bomans, Mario Cipollini, Zenon Jaskuła, Johan Museeuw, Wilfried Peeters, Flavio Vanzella en Franco Vona)

## Resultaten in voornaamste wedstrijden
| Jaar | Ronde van Italië | Ronde van Frankrijk | Ronde van Spanje |
| ---- | ---------------- | ------------------- | ---------------- |
| 1990 |                  | 103e                |                  |
| 1991 |                  | 51e                 |                  |
| 1992 |                  | 88e                 | 52e              |
| 1993 | 41e              | 66e                 |                  |
| 1994 | 88e              |                     |                  |
| 1995 |                  |                     |                  |
| 1996 |                  |                     |                  |
| 1997 |                  | buiten tijd         |                  |
| 1998 |                  |                     |                  |
| 1999 |                  |                     |                  |

| Jaar | Gent-Wevelgem | Parijs-Roubaix | Amstel Gold Race | Luik-Bast.‑Luik | Ronde van Lombardije | Parijs-Tours | Waalse Pijl |
| ---- | ------------- | -------------- | ---------------- | --------------- | -------------------- | ------------ | ----------- |
| 1990 |               |                |                  |                 |                      |              | 103e        |
| 1991 |               |                | 49e              | 49e             |                      | 76e          | 26e         |
| 1992 |               |                |                  | 29e             | 24e                  | 64e          | 22e         |
| 1993 |               |                |                  | 65e             | 39e                  | 24e          |             |
| 1994 |               |                | 24e              | 64e             |                      | 94e          |             |
| 1995 |               |                |                  |                 |                      | 110e         |             |
| 1996 |               |                |                  |                 |                      | 143e         |             |
| 1997 |               | 61e            |                  |                 |                      | 113e         | 32e         |
| 1998 |               | 63e            |                  |                 |                      | 139e         |             |
| 1999 | 67e           |                |                  |                 |                      |              |             |